# ادا، کرامان
ادا، کرامان (به لاتین: Ada, Karaman) در ترکیه است که در karaman province واقع شده‌است.

## خصوصیات
ادا ۲۵۱ نفر جمعیت دارد و ۱٬۰۳۰ متر بالاتر از سطح دریا واقع شده‌است.